# Odynerus maidli
Odynerus maidli är en stekelart som beskrevs av Giordani Soika. Odynerus maidli ingår i släktet lergetingar, och familjen Eumenidae. Utöver nominatformen finns också underarten O. m. luculentus.